# II. Konstantin havasalföldi fejedelem
II. (Szent) Konstantin (románul: Constantin Brâncoveanu; Brâncoveni, 1654. augusztus 15. – Isztambul, 1714. augusztus 15.) Havasalföld fejedelme volt 1688 és 1714 között.

## Élete
A Craiovești-bojárok családjából származott, rokona volt Matei Basarabnak. Nagybátyja, Constantin Cantacuzino házában nevelkedett és hamarosan belekeveredett a Constantin és Șerban Cantacuzino közötti konfliktusba. Miután ez utóbbi gyanús körülmények között elhunyt, Brâncoveanu került a trónra. Eleinte Constantin Cantacuzino támogatta, de később szembekerültek egymással és Cantacuzino száműzetésbe kényszerült.
Maria nevű felesége Antal Vodă lánya volt. Négy fiuk (Constantin, Ștefan, Radu és Matei) és hét lányuk (Stanca, Maria, Safta, Ancuța, Elenca, Bălașa és Smaranda) született. Maria úrnő gazdálkodott a hatalmas Brâncoveanu-vagyonnal, számon tartva minden birtokot, házat és a Nyugat-Európa bankjaiban elhelyezett pénzösszegeket.

## Külpolitikája
1709-ig sikeresen egyensúlyozott az Oszmán Birodalom és a Német-római Birodalom között. Ez utóbbival több titkos egyezményt kötött, melynek fejében német nemesi címet és német birtokokat kapott. Ám 1709-ben a kedvezőtlen európai helyzet és a Brâncoveanu által elkövetett politikai hibák a család bukásához vezettek. Ebben az évben történt, hogy I. (Nagy) Péter orosz cár Poltavánál legyőzte XII. Károly svéd királyt és az orosz hadsereg behatolt Moldva területére, hogy ott ütközzön meg a török szultánnal. Brâncoveanu szövetkezni akart az oroszokkal, ezért levelet írt Nagy Péter cárnak, amelyben segítséget kínált a hadsereg ellátásához. Cserébe a cár 300 zacskó aranyat küldött. A török porta a biztonság érdekében Dimitrie Cantemirt tette meg moldvai fejedelemnek, aki közismerten a Brâncoveanu-család ellensége volt. Cantemir azt a megbízást kapta, hogy Brâncoveanu minden mozgását jelentse a szultánnak, ő azonban ehelyett a szövetségre lépett a cárral. Az óvatos Brâncoveanu kétkulacsos játékba kezdett: összevonta a seregeit a moldvai határ mellett. Ha az oroszok behatoltak volna Havasalföldre, akkor velük lépett volna szövetségre, ha azonban a törökök gyorsabbak lettek volna az oroszoknál, akkor Brâncoveanu a törökök pártján szándékozott maradni. Ezek a tervek azonban meghiúsultak, mivel a fejedelem unokatestvére, Toma Cantacuzino, több bojárral együtt a cári táborba szökött. Brâncoveanu ijedtében visszaküldte a cárnak a 300 zacskó aranyat, az ellátmányt pedig a törököknek adta, akik így le tudták győzni a cárt.

## Uralkodásának vége
1711-ben a szultán bosszúállásra készült és tervét csak három év múlva kezdte életbe léptetni, amikor Brâncoveanu nem is gyanította, hogy ellensége lenne. 1714-ben III. Ahmed szultán megfosztotta trónjától és Isztambulba vitette, ahol a Héttorony foglya lett. A törökök megkínozták, hogy árulja el roppant vagyonának a hollétét, majd 1714 augusztusában négy fiával egyszerre kivégezték. A Román Ortodox Egyház összekapcsolta a kivégzését a keresztény hitével és 1992-ben szentté és vértanúvá nyilvánította fiaival együtt; az ünnepük augusztus 16-án van.

## A kultúra támogatója
Híres mecénás volt. Nyomdát alapított Bukarestben, ahol Antim Ivireanul vezetésével sok román, görög, szláv, arab, török és örmény szöveget nyomtattak. Ő alapította a bukaresti fejedelmi akadémiát is a Szent Száva-kolostor épületében, ahol a tanítás ógörög nyelven folyt.
Uralkodása alatt egy új stílus alakult ki Havasalföldön a velencei reneszánsz és a bizánci építészet szintéziseként, amelyet Brâncoveanu-stílusnak neveznek. A stílus legszebb példái az 1702-ben épült bukaresti Mogoșoaia-palota illetve a Brâncoveanu által alapított Horezui kolostor.

## Fordítás
Ez a szócikk részben vagy egészben a Constantin Brâncoveanu című román Wikipédia-szócikk ezen változatának fordításán alapul.  Az eredeti cikk szerkesztőit annak laptörténete sorolja fel. Ez a jelzés csupán a megfogalmazás eredetét és a szerzői jogokat jelzi, nem szolgál a cikkben szereplő információk forrásmegjelöléseként.